# Cryptus campactus
Cryptus campactus är en stekelart som beskrevs av Rudow 1882. Cryptus campactus ingår i släktet Cryptus och familjen brokparasitsteklar. Inga underarter finns listade i Catalogue of Life.